# Honour Moderations
Honour Moderations (popřípadě Mods) je zkouška na Oxfordské univerzitě během úvodní části některých studijních oborů (např. Greats). Skládá se z řady písemných prací z různých oblastí daného oboru. Jsou za ni udělovány třídy od první (za nejkvalitnější výkony) do čtvrté, i když toto hodnocení neovlivňuje získání závěrečného akademického titulu. V jiných oborech se ekvivalentní úvodní zkoušky nazývají Moderations a Prelims a nejsou spojeny s udělováním žádných tříd. Všechny tři zmíněné zkoušky se nazývají First Public Examinations („první veřejné zkoušky“). Úspěšné složení First Public Examinations dovoluje pokračovat směrem k Second Public Examinations („druhým veřejným zkouškám“), které se běžně nazývají Finals. Zkoušky Finals jsou v Oxfordu na konci každého bakalářského studijního programu. 